# Josh Smith
Josh Smith (College Park, Georgia, 5 de diciembre de 1985) es un exjugador de baloncesto estadounidense que disputó 13 temporadas en la NBA. Con 2,06 metros de estatura, jugaba en la posición de ala-pívot.

## Trayectoria deportiva

### Instituto
Josh empezó jugando en 2001 en McEachern High School, en Powder Springs, Georgia, la cual abandonó posteriormente para jugar su temporada sénior (2003-04) en Oak Hill Academy en Mouth of Wilson, Virginia. El jugador ya empezaba a destacar sobradamente en McEachern, donde fue elegido dos veces All State. Smith promedió 20.6 puntos, 11.6 rebotes, 4 asistencias y 6 tapones en su último año en este instituto. En el Nike Hoop Summit, Smith lideró el equipo USA frente a la selección de resto del mundo en la victoria de los primeros sobre estos últimos por 99-79 con 27 puntos y MVP para Josh Smith. En Oak Hill estableció récords como máximo anotador en una temporada con 980 puntos, liderando al equipo a un récord de 38-0, n.º 1 nacional. Promedió 25.8 puntos, 7.4 rebotes, 6 tapones y 3 robos. Debemos tener en cuenta que Oak Hill es uno de los institutos más prestigiosos baloncestísticamente de Estados Unidos, por el cual han pasado jugadores de la talla de Carmelo Anthony, Jerry Stackhouse, Stephen Jackson, Ron Mercer o Marcus Williams, entre otros.
Antes de declararse elegible, Josh se había comprometido a jugar en la Universidad de Indiana con los Hoosiers. Tras ser elegido, Josh Smith criticó la decisión de la NBA de no permitir elegir jugadores directamente desde el instituto.

### Profesional

#### Atlanta Hawks

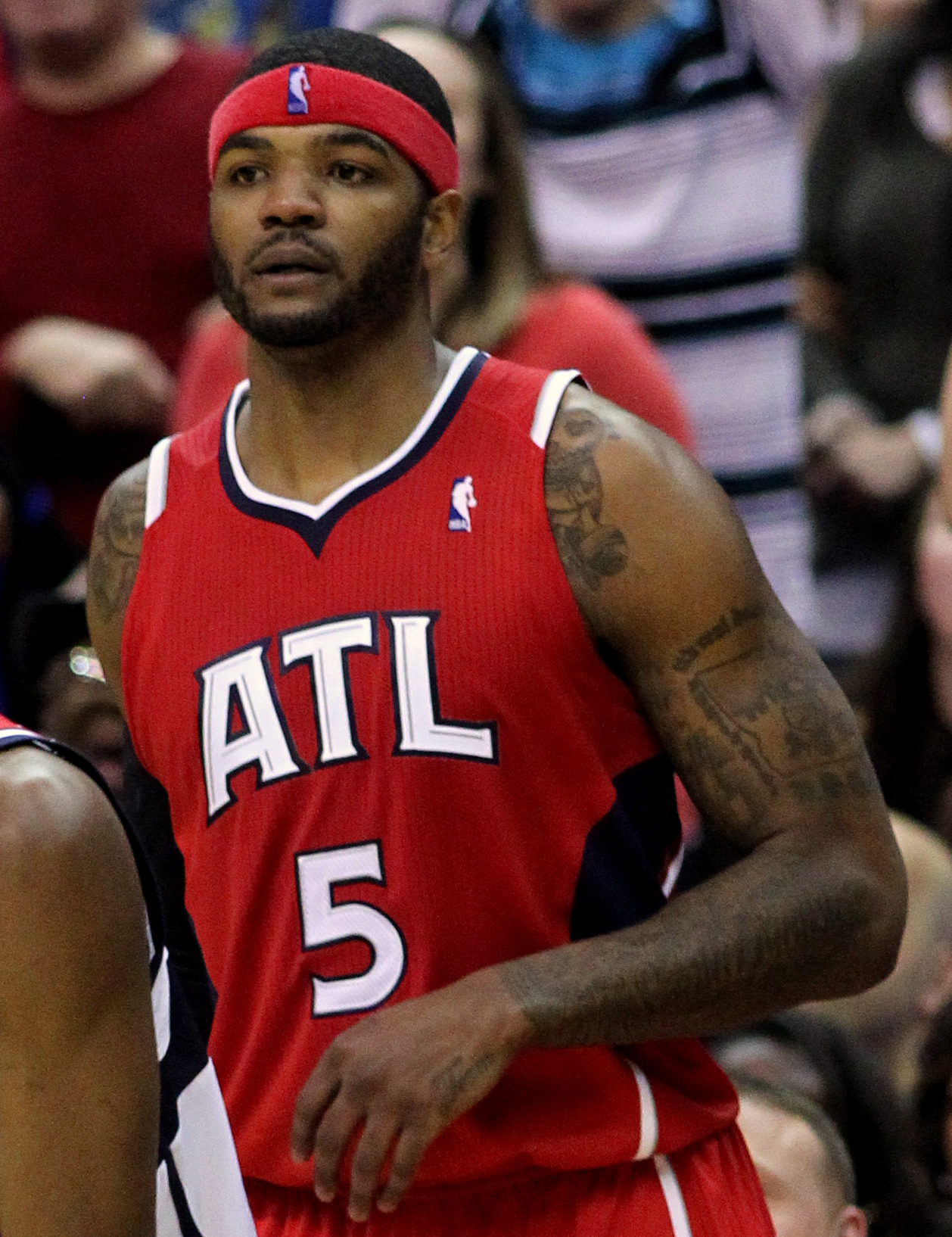
Smith con los Hawks en 2012.

Fue elegido por los Atlanta Hawks en la decimoséptima posición del Draft de la NBA de 2004. Debutó el 3 de noviembre de 2004 ante los Phoenix Suns partiendo desde el banquillo anotando 7 puntos y capturando 7 rebotes. En su primera temporada promedió 9,7 puntos, 6,2 rebotes, 1,9 tapones y 27,7 minutos en 74 partidos, 59 de ellos como titular. Durante el All Star de 2005 disputó el Rookie Challenge y al día siguiente ganó el Concurso de Mates imponiéndose en la final a Amar'e Stoudemire, donde logró 100 puntos de 100 posibles. Para el recuerdo quedará ese partido del 18 de diciembre de 2004 ante Dallas en el que colocó 10 tapones. Sin embargo, los Hawks firmaron la peor temporada de su historia con un balance de 13-69.
En la 2005-06 aumentó sus minutos en pista y se convirtió mejoró sensiblemente sus números, con 11,3 puntos, 6,6 rebotes, 2,4 asistencias y 2,6 tapones (séptimo de la liga en este apartado). Sus números se incrementaron considerablemente después del parón del All-Star, firmando 15 puntos, 7,8 rebotes, 4,1 asistencias, ,1 tapones y 1 robo y postulándose como uno de los candidatos el próximo año a jugador más mejorado. No se quedó muy lejos, un año después, en la 2006-07 acabó la campaña con buenos números, 16,4 puntos, 8,3 rebotes, 3,3 asistencias, casi 3 tapones y 1,4 robos de media. Acabó en segundo lugar en tapones por partido y totales aunque el equipo volvió a fracasar en su intento de meterse en playoffs.
El 3 de marzo de 2007 consiguió entrar en los libros de historia de la NBA como el jugador más joven en superar la barrera de los 500 tapones. Durante la ausencia por lesión de Joe Johnson se convirtió en el líder de los Hawks, consiguiendo establecer un tope anotador de 32 puntos y 19 rebotes. Superó esas marcas ante los Milwaukee Bucks encestando 39 puntos.
Durante el verano de 2008 fue agente libre restringido. Aceptó una oferta de los Memphis Grizzlies de 5 años y 58 millones de dólares, aunque fue igualada por los Hawks, que consiguieron retenerle.
El 31 de octubre de 2009 consiguió entrar en los libros de historia de la NBA como el jugador más joven en superar la barrera de los 900 tapones.
En el 2010 consiguió el título al primer jugador en la historia al llegar a los 1000 tapones antes de cumplir sus 25 años.

#### Detroit Pistons
El 6 de julio de 2013 acepta una oferta de 56 millones de dólares y 4 años de contrato con Detroit Pistons. Su llegada al conjunto de Míchigan prometía un poderoso frontcourt con el propio Smith, Greg Monroe y el joven Andre Drummond, teniendo que jugar Smith en la posición de alero.
En febrero de 2014, batía su récord de anotación en una parte con 24 puntos contra los Milwaukee Bucks, finalizando el partido con 32 puntos. El 22 de diciembre de 2014, fue cortado por los Pistons.

#### Houston Rockets
El 26 de diciembre de 2014, firmó un contrato por razón de un año y 2 millones de dólares para jugar con los Houston Rockets, prescindiendo de equipos como Dallas Mavericks, Miami Heat, Los Angeles Clippers, entre otros. No se perdió ningún encuentro esa temporada, disputando 83 partidos.

#### Los Angeles Clippers
El 16 de julio de 2015 firmó un contrato para jugar por un año con Los Angeles Clippers.

#### Vuelta a Houston
El 22 de enero de 2016 es traspasado a Houston Rockets.

#### Sichuan Blue Whales
Tras no encontrar hueco en ningín equipo NBA, decide firmar el 8 de noviembre de 2016 por tres meses con los Sichuan Blue Whales de la CBA china. En su segundo encuentro anotó 41 puntos y capturó 19 rebotes ante Guangdong Southern Tigers. Abandonó el equipo a finales de febrero de 2017, tras 26 encuentros en los que promedió 18,8 puntos y 10,6 rebotes, sin ser titular.

#### Maccabi Haifa B.C.
El 28 de septiembre de 2017, se unió al equipo israelí Maccabi Haifa, en su tour de pretemporada estadounidense, para prepararse para volver a la NBA.

#### New Orleans Pelicans
El 28 de octubre de 2017, firma con New Orleans Pelicans. Participó en 3 encuentros antes de ser cortado el 10 de noviembre. Esta sería su última incursión en la NBA.

### Big3
En marzo de 2019 se unió a la liga de exhibición BIG3.

## Estilo de juego
Smith se desempeñaba tanto de alero como de ala-pívot, destacaba por poseer una gran capacidad atlética que le permitía ejecutar vistosos mates. Su físico le permitía ser un gran defensor, tanto en la posición de "3" como en la de "4", además de un prolífico taponador. Si bien en defensa adolecía de esa inconsistencia que lo ha marcado toda su carrera, en ataque no era distinto, siendo más eficaz cuanto más cerca del aro estaba, promediando alrededor de un 45% en tiros de campo a lo largo de su carrera.
Si bien su tiro de media distancia era eficaz, no lo era así desde la línea de tres puntos pese a su tendencia a tirar desde esa posición, promediando un 27% a lo largo de su carrera. La mayor crítica se le achaca a la irregularidad y la falta de consistencia en su juego.

## Estadísticas de su carrera en la NBA

### Temporada regular
| Año     | Equipo        | PJ  | PT  | MPP  | %TC  | %3P  | %TL  | RPP | APP | ROB | TPP | PPP  |
| ------- | ------------- | --- | --- | ---- | ---- | ---- | ---- | --- | --- | --- | --- | ---- |
| 2004-05 | Atlanta       | 74  | 59  | 27.7 | .455 | .174 | .688 | 6.2 | 1.7 | .8  | 1.9 | 9.7  |
| 2005-06 | Atlanta       | 80  | 73  | 32.0 | .425 | .309 | .719 | 6.6 | 2.4 | .8  | 2.6 | 11.3 |
| 2006-07 | Atlanta       | 72  | 72  | 36.8 | .439 | .250 | .693 | 8.6 | 3.3 | 1.4 | 2.9 | 16.4 |
| 2007-08 | Atlanta       | 81  | 81  | 35.5 | .457 | .253 | .710 | 8.2 | 3.4 | 1.5 | 2.8 | 17.2 |
| 2008-09 | Atlanta       | 69  | 69  | 35.1 | .492 | .299 | .588 | 7.2 | 2.4 | 1.4 | 1.6 | 15.6 |
| 2009-10 | Atlanta       | 81  | 81  | 35.4 | .505 | .000 | .618 | 8.7 | 4.2 | 1.6 | 2.1 | 15.7 |
| 2010-11 | Atlanta       | 77  | 77  | 34.4 | .477 | .331 | .725 | 8.5 | 3.3 | 1.3 | 1.6 | 16.5 |
| 2011-12 | Atlanta       | 66  | 66  | 35.3 | .458 | .257 | .630 | 9.6 | 3.9 | 1.4 | 1.7 | 18.8 |
| 2012-13 | Atlanta       | 76  | 76  | 35.3 | .465 | .303 | .517 | 8.4 | 4.2 | 1.2 | 1.8 | 17.5 |
| 2013-14 | Detroit       | 77  | 76  | 35.5 | .419 | .264 | .532 | 6.8 | 3.3 | 1.4 | 1.4 | 16.4 |
| 2014-15 | Detroit       | 28  | 28  | 32.0 | .391 | .243 | .468 | 7.2 | 4.7 | 1.3 | 1.7 | 13.1 |
| 2014-15 | Houston       | 55  | 7   | 25.5 | .438 | .330 | .521 | 6.0 | 2.6 | .9  | 1.2 | 12.0 |
| 2015-16 | L.A. Clippers | 32  | 1   | 14.3 | .383 | .310 | .595 | 3.9 | 1.3 | .6  | 1.1 | 5.7  |
| 2015-16 | Houston       | 23  | 6   | 18.3 | .343 | .271 | .480 | 2.9 | 2.1 | .7  | .6  | 6.6  |
| 2017-18 | New Orleans   | 3   | 0   | 4.0  | .250 | .000 | .000 | 1.3 | .0  | .0  | .0  | .7   |
| Total   | Total         | 894 | 772 | 32.4 | .452 | .285 | .632 | 7.4 | 3.1 | 1.2 | 1.9 | 14.5 |

### Playoffs
| Año   | Equipo  | PJ | PT | MPP  | %TC  | %3P   | %TL  | RPP  | APP | ROB | TPP | PPP  |
| ----- | ------- | -- | -- | ---- | ---- | ----- | ---- | ---- | --- | --- | --- | ---- |
| 2008  | Atlanta | 7  | 7  | 33.9 | .398 | .167  | .841 | 6.4  | 2.9 | 1.7 | 2.9 | 15.7 |
| 2009  | Atlanta | 11 | 11 | 37.3 | .421 | .133  | .732 | 7.5  | 2.2 | 1.1 | 1.5 | 17.1 |
| 2010  | Atlanta | 11 | 11 | 35.6 | .481 | '.333 | .659 | 9.0  | 2.6 | 1.2 | 1.7 | 14.1 |
| 2011  | Atlanta | 12 | 12 | 36.5 | .404 | .125  | .597 | 8.5  | 2.9 | 1.1 | 2.1 | 15.1 |
| 2012  | Atlanta | 5  | 5  | 39.2 | .386 | .000  | .762 | 13.6 | 4.8 | .6  | 1.0 | 16.8 |
| 2013  | Atlanta | 6  | 6  | 33.2 | .433 | .250  | .528 | 7.5  | 3.5 | 1.8 | .5  | 17.0 |
| 2015  | Houston | 17 | 8  | 23.3 | .438 | .380  | .432 | 5.6  | 2.7 | .5  | 1.0 | 13.5 |
| 2016  | Houston | 4  | 0  | 9.5  | .462 | .500  | .000 | .5   | 1.0 | .3  | .3  | 4.0  |
| Total | Total   | 73 | 60 | 31.6 | .426 | .277  | .627 | 7.4  | 2.8 | 1.0 | 1.5 | 14.6 |